# The Best of Deicide
The Best of Deicide è una raccolta di canzoni registrate dalla band statunitense death metal Deicide. Si tratta di 20 pezzi tratti dai primi 5 album che i Deicide hanno registrato con la Roadrunner Records; l'uscita avvenne in occasione della fine del rapporto di lavoro della band con questa etichetta e prima dell'uscita del primo album dei Deicide registrato con la loro nuova casa discografica, la Earache Records.

## Tracce
1. Dead by Dawn – 3:55
2. Carnage in the Temple of the Damned – 3:32
3. Lunatic of God's Creation – 2:40
4. Sacrificial Suicide – 2:52
5. Crucifixation – 3:49
6. Satan Spawn, the Caco-Daemon – 4:26
7. Trifixion – 2:59
8. In Hell I Burn – 4:37
9. Dead But Dreaming – 3:13
10. Once Upon the Cross – 3:34
11. They Are the Children of the Underworld – 3:09
12. When Satan Rules His World – 2:53
13. Trick or Betrayed – 2:25
14. Behind the Light Thou Shall Rise – 2:59
15. Serpents of the Light – 3:03
16. Bastard of Christ – 2:48
17. Blame It on God – 2:43
18. This is Hell We're In – 2:49
19. Bible Basher – 2:23
20. Standing in the Flames – 3:33

## Formazione
- Glen Benton - voce, basso
- Brian Hoffman - chitarra
- Eric Hoffman - chitarra
- Steve Asheim - batteria